# Klaus Burkart
Klaus Burkart (* 3. September 1993 in Wangen, Deutschland) ist Model und LGBT-Aktivist. 2015 war er der 7. Titelträger des Mr. Gay World und der erste Deutsche mit diesem Titel. Im November 2015 trat er dann von dem Titel nach rund sechs Monaten zurück. Als Begründung nannte er persönliche Gründe. Er war 2014 und 2015 Mr. Gay Germany und für 2016 von Tony Eberhardt abgelöst. 
Im Juni 2015 wurde er zum 7. Titelträger und ersten deutschen Gewinner des Mr. Gay World. Er hat sich vorgenommen, als Vorbild für junge Homosexuelle weltweit zu gelten und möchte vor allem die Homophobie unter Jugendlichen bekämpfen.  2015 war er Stargast bei den Christopher Street Days in Konstanz und Prag und nahm an der „Secret Fashion Show“ in München teil. Mit seiner „One Day Campain“ versuchte er, eine Kampagne für die Rechte von „LGBTs“ zu starten. 
Mr. Gay World wurde 2009 ins Leben gerufen und ist eine Veranstaltung, die mit den Miss World, Mr. World und Mr. Universum Wettbewerben vergleichbar ist und den weltweit schönsten homosexuellen Mann sucht. Im Gegensatz zu anderen ähnlichen Veranstaltungen steht das soziale Engagement für LGBT im Vordergrund und wird stärker gewichtet.